# Micrurus petersi
Espèce
Synonymes
- Micrurus steindachneri petersi Roze, 1967

Micrurus petersi est une espèce de serpents de la famille des Elapidae. 

## Répartition
Cette espèce est endémique de l'Est de l'Équateur.

## Description
C'est un serpent venimeux.

## Étymologie
Cette espèce est nommée en l'honneur de James Arthur Peters.

## Publication originale
- Roze, 1967 : A check list of the New World venomous coral snakes (Elapidae), with descriptions of new forms. American Museum Novitates, no 2287, p. 1-60 (texte intégral).